# 扁妙の滝
扁妙の滝（へんみょうのたき）は兵庫県神崎郡神河町の笠形山にある滝。名称は江戸時代初期に滝近くに不動明王をまつった僧の扁妙に由来するとされる。落差65mの段瀑で、冬期に凍結する「氷瀑」として有名。

## ルート・見所
グリーンエコー笠形から1km山側のキャンプ場にある笠形山登山道入口から徒歩30分の位置にあり、道中に子育て観音と夫婦岩、落差24mのオウネン滝を観ることができる。扁妙の滝直下までのルートがあるが、滝の全貌を見渡すには滝直下から展望台に登らねばならない。

## 所在地
兵庫県神崎郡神河町根宇野グリーンエコー笠形

## 交通アクセス
- 播但線 新野駅から神姫グリーンバス「作畑新田」行きバス乗車20分、「グリーンエコー笠形前」下車、徒歩30分でオウネンの滝、さらに徒歩15分

## 周辺情報
- 雪彦峰山県立自然公園
  - 峰山高原、黒岩の滝、扁妙の滝、オウネン滝、太田の滝、足尾の滝、太田池、福知渓谷
- 生野銀山
- 銀山まち回廊